# Manon Lescaut (novela)
Manon Lescaut (Histoire du chevalier des Grieux et de Manon Lescaut) je novela francouzského spisovatele Abbé Prévosta vydaná roku 1731 jako sedmý a zároveň poslední svazek Mémoires et aventures d'un homme de qualité (česky Paměti a dobrodružství vzácného člověka).
Byla ve své době kontroverzní a její vydávání bylo krátce po publikaci ve Francii zakázáno. I přesto se stala velmi populární a nezákonně se šířila mezi lidmi. V následující edici z roku 1753 odstoupil Abbé Prévost od příliš skandálních detailů a včlenil do díla moralizující vysvětlivky.

## Adaptace a inspirace
- Drama
  - Manon Lescaut (Vítězslav Nezval, 1940)

- Film

Novela byla předlohou řady filmů nebo televizních inscenací, z nich nejznámější jsou následující:
- When a Man Loves (1927) – režie Alan Crosland, hráli John Barrymore a Dolores Costello
- Lady of the Tropics (1939) – režie Jack Conway, hráli Hedy Lamarr a Robert Taylor
- Manon Lescaut (1940) – režie Carmine Gallone, hráli Vittorio de Sica a Alida Valli
- Manon (1949) – režie Henri-Georges Clouzot, hráli Michel Auclair a Cécile Aubryová
  - Manon Lescaut – televizní adaptace hry Vítězslava Nezvala z roku 1970

- Činohra
  - "Manon Lescaut" – činoherní představení podle Vítězslava Nezvala v Burianově divadle D 40 (uvedeno v roce 1940)
  - "Manon Lescaut" – činoherní představení vycházející z verze Vítězslava Nezvala; premiéra v Národním divadle v únoru 2016, režie Daniela Špinar

- Opera
  - Manon Lescaut – opera od Daniela Aubera, 1856
  - Manon – opera od Jules Masseneta, 1884
  - Manon Lescaut – opera od Giacoma Pucciniho, 1893

- Balet
  - L'histoire de Manon  – balet na hudbu J. Masseneta upravenou britským skladatelem Leightonem Lucasem

- Hudba
  - Balada Manoně – (Karel Kryl, 1967)